# ريتشارد مايرز (ضابط)
ريتشارد مايرز (بالإنجليزية: Richard Myers)‏ هو ضابط أمريكي، ولد في 1 مارس 1942 في كانساس سيتي في الولايات المتحدة.

## وصلات خارجية
- ريتشارد مايرز على موقع مونزينجر (الألمانية)
- ريتشارد مايرز على موقع إن إن دي بي (الإنجليزية)